# ريك بيترسون
ريك بيترسون (بالإنجليزية: Rick Peterson)‏ هو لاعب كرة قاعدة أمريكي، ولد في 30 أكتوبر 1954.

## وصلات خارجية
- ريك بيترسون على موقع دوري كرة القاعدة الرئيسي (الإنجليزية)
- ريك بيترسون على موقعبيزبول رفرنس.كوم (الدوري الثانوي) (الإنجليزية)